# 吐尔根乡
吐尔根乡（維吾爾語：تۈرگېن يېزىسى‎，拉丁维文：Türgën Yëzisi），是中华人民共和国新疆维吾尔自治区伊犁哈萨克自治州新源县下辖的一个乡镇级行政单位。

## 行政区划
吐尔根乡下辖以下地区：
喀拉奥依村、哈拉苏村、阿克科尔卡村和吐尔根农场总支。